# گراهام کوپر (بازیکن فوتبال، زاده۱۹۶۲)
گراهام کوپر (انگلیسی: Graham Cooper؛ زادهٔ ۲۲ مهٔ ۱۹۶۲) بازیکن فوتبال اهل بریتانیا است.
از باشگاه‌هایی که در آن بازی کرده‌است می‌توان به باشگاه فوتبال هادرزفیلد تاون، باشگاه فوتبال یورک سیتی، باشگاه فوتبال نورتویچ ویکتوریا، و باشگاه فوتبال ورکسام اشاره کرد.